# Ajfennir
Ajfennir (en árabe: أخفنير‎, en lenguas bereberes: ⴰⵅⴼⵉⵏⵉⵔ y en francés: Akhfennir) es un municipio marroquí, en la provincia de Tarfaya. Desde 1916 hasta 1958 perteneció al territorio español de Cabo Juby.